# Cheb
Cheb (pronunciación en checo: /ˈxɛp/ (escucharⓘ); en alemán: Eger pronunciado /ˈɛgɐ/ⓘ; en latín: Egra) es una ciudad checa de 33.256 habitantes. Está situada en la región de Karlovy Vary, junto al río Ohře (también llamado Eger en alemán), al pie de los montes Smrčiny y cerca de la frontera con Alemania. Antes de 1945 la ciudad era el centro de la región conocida como Egerland, de habla alemana (alemanes de los Sudetes), dentro del área de influencia de los dialectos austrobávaros.
El nombre de la ciudad fue registrado en 1061 como Egire; en 1179 se la conocía como Egra, desde 1322 como Eger y el territorio que la rodeaba era llamado Regio Egere y Provincia Egrensis. Después del siglo XIV aparece también como Cheb o Chba. A partir de 1850 recibió dos nombres oficiales, Eger y Cheb. Desde 1945 el nombre oficial es Cheb.[cita requerida]

## Historia
El primer asentamiento en esta zona fue una fortaleza eslava en lo que hoy se llama Jánský Vrch. El distrito de lo que hoy es Cheb se incluía en 870 en el nuevo margraviato de Franconia Oriental, que pertenecía en principio a los Babenberg, pero que a partir de 906 pasó a los condes de Vohburg, quienes tomaron el título de margraves. En 1179 consiguió el nombramiento de ciudad, y se construyó el castillo durante ese siglo. Tras el matrimonio en 1149 de Adela de Vohburg con el emperador Federico I Barbarroja, Eger (Cheb) pasó a las posesiones de la casa de Suabia y permaneció en manos de los emperadores hasta el siglo XIII, tiempo durante el cual se convirtió en ciudad imperial.
En 1265 fue tomada por el rey Ottokar II de Bohemia, quien la retuvo durante once años. Tras pasar repetidamente de manos en varias ocasiones, y de acuerdo a la preponderancia de Bohemia en el imperio, la ciudad y el territorio fueron incorporados definitivamente a Bohemia en 1322, después de que el rey bohemio se convirtiera en el emperador Juan I de Bohemia. Sin embargo, la ciudad mantuvo algunos privilegios imperiales hasta 1849.
El 5 de mayo de 1389, durante una dieta entre el rey Wenceslao de Luxemburgo y un grupo de ciudades imperiales del suroeste de Alemania, se firmó la Paz de Eger.
Sufrió graves daños durante las guerras husitas, durante la invasión sueca en 1631 y 1647 y en la Guerra de Sucesión Austriaca en 1742. En 1634, durante la guerra de los Treinta Años, Albrecht von Wallenstein fue asesinado aquí. Jorge de Poděbrady, rey de Bohemia, casó a su hija y sus dos hijos en la ciudad. En su honor, la plaza central recibe su nombre. Durante la Edad Media y hasta 1945 las tierras alrededor de la ciudad eran conocidas por el término alemán Egerland.

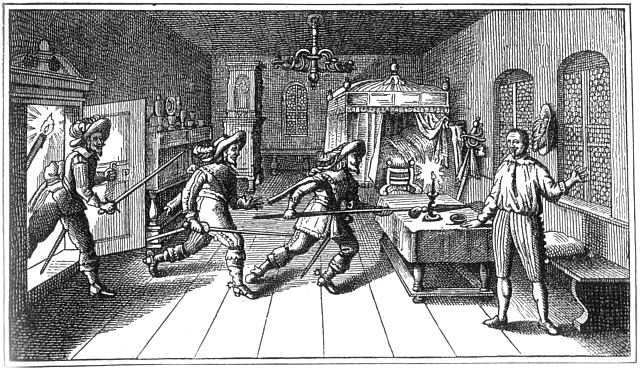
Asesinato de Albrecht von Wallenstein

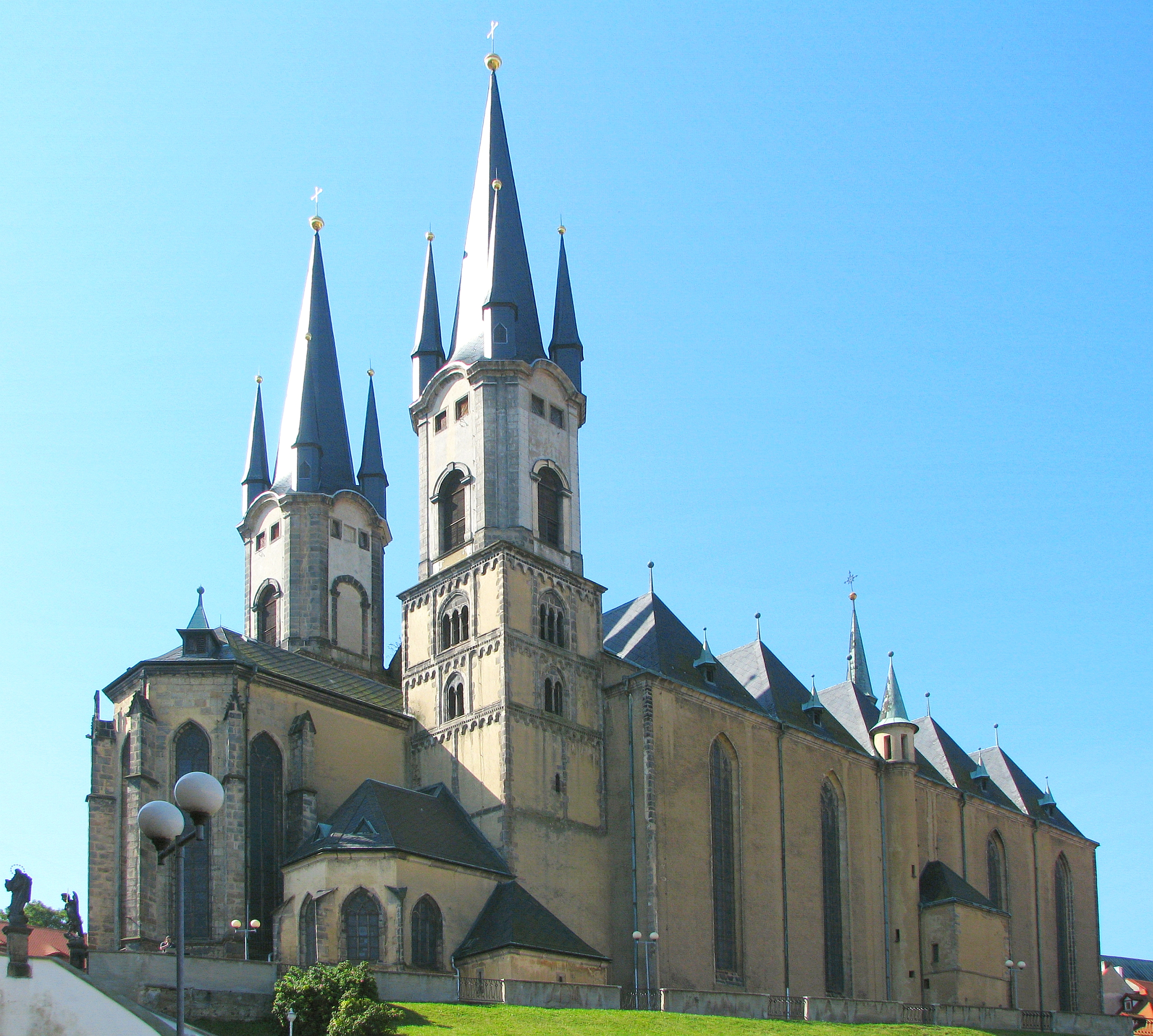
Iglesia de San Nicolás y Isabel, fundada en el, reconstrucción en 2008 con nuevas agujas (copias de 1869)

En 1809 la parte norte de la ciudad fue devastada por un incendio, y muchos edificios medievales se perdieron irremisiblemente. Hasta 1851, la ciudad balneario de Františkovy Lázně pertenecía a la Magistratura de Cheb. Las aguas minerales carbonatadas de sus manantiales eran suministradas a los visitantes al balneario que residían en Cheb.
Los geógrafos del Imperio austrohúngaro declararon un monte cercano de 939m de altura el centro geográfico de Europa. Este hecho se documentó con una placa de cobre en la cima.
El Nacional-Socialismo austriaco, y por tanto el Nacional-Socialismo alemán, puede remontar sus orígenes a Cheb, cuando Franko Stein trasladó un pequeño periódico (Der Hammer) desde Viena a Cheb en 1897. Allí organizó un congreso de trabajadores alemanes llamado el Deutschvölkischer Arbeitertag, donde se publicó el Programa de los 25 puntos.
Los términos del Tratado de Saint-Germain-en-Laye de 1919 desataron una situación inestable entre la población alemana de los Sudetes y la nueva administración checoslovaca. Como en toda la región, las protestas fueron finalmente reducidas por la fuerza.
El 3 de octubre de 1938 Cheb fue visitada por Adolf Hitler; poco después, las tropas alemanas invadieron los Sudetes y se hicieron con el control. Entre 1938 y 1945 la ciudad fue anexada por Alemania. 
Tras la liberación de la región fue devuelta a Checoslovaquia. De acuerdo con los Decretos de Beneš del mismo año, los alemanes de los Sudetes sufrieron la confiscación de todas sus propiedades, solo por su etnia, y fueron expulsados (expulsión de alemanes tras la Segunda Guerra Mundial). En 1954, la ciudad alemana de Amberg adoptó a la población alemana expulsada de Cheb y otros distritos próximos.
El 24 de agosto de 2001, el canciller alemán Gerhard Schröder y el primer ministro checo Miloš Zeman visitaron la Euregio Egrensis (una iniciativa entre distritos de Baviera, Sajonia, Turingia y Bohemia). 
En 2004 Cheb se hermanó con la ciudad bávara de Hof. Desde la caída del telón de acero, Cheb mantiene relaciones cordiales con las ciudades alemanas vecinas de Waldsassen y Marktredwitz.
Cheb es también conocida por los grandes mercados vietnamitas que operan en la ciudad, en los que se pueden comprar todo tipo de importaciones baratas de Asia, principalmente a turistas alemanes. Las autoridades organizan redadas ocasionales para requisar copias ilegales de CD, prendas de vestir, zapatos, cigarrillos, etc., pero también ganan dinero gracias al alquiler de los terrenos.   (enlace roto disponible en Internet Archive; véase el historial, la primera versión y la última).

## Clima
| Parámetros climáticos promedio de Cheb | Parámetros climáticos promedio de Cheb | Parámetros climáticos promedio de Cheb | Parámetros climáticos promedio de Cheb | Parámetros climáticos promedio de Cheb | Parámetros climáticos promedio de Cheb | Parámetros climáticos promedio de Cheb | Parámetros climáticos promedio de Cheb | Parámetros climáticos promedio de Cheb | Parámetros climáticos promedio de Cheb | Parámetros climáticos promedio de Cheb | Parámetros climáticos promedio de Cheb | Parámetros climáticos promedio de Cheb | Parámetros climáticos promedio de Cheb |
| Mes                                    | Ene.                                   | Feb.                                   | Mar.                                   | Abr.                                   | May.                                   | Jun.                                   | Jul.                                   | Ago.                                   | Sep.                                   | Oct.                                   | Nov.                                   | Dic.                                   | Anual                                  |
| -------------------------------------- | -------------------------------------- | -------------------------------------- | -------------------------------------- | -------------------------------------- | -------------------------------------- | -------------------------------------- | -------------------------------------- | -------------------------------------- | -------------------------------------- | -------------------------------------- | -------------------------------------- | -------------------------------------- | -------------------------------------- |
| Temp. máx. abs. (°C)                   | 14.6                                   | 17.4                                   | 22.2                                   | 28.7                                   | 31.2                                   | 38.0                                   | 37.0                                   | 36.9                                   | 30.9                                   | 26.1                                   | 17.5                                   | 14.1                                   | 38.0                                   |
| Temp. máx. media (°C)                  | 1.3                                    | 3.3                                    | 8.1                                    | 14.2                                   | 18.7                                   | 22.0                                   | 24.0                                   | 24.0                                   | 18.9                                   | 12.7                                   | 5.9                                    | 1.9                                    | 12.9                                   |
| Temp. media (°C)                       | −0.9                                   | 0.1                                    | 4.0                                    | 8.6                                    | 12.9                                   | 16.2                                   | 18.1                                   | 17.9                                   | 13.6                                   | 8.7                                    | 3.6                                    | 0.0                                    | 8.6                                    |
| Temp. mín. media (°C)                  | −3.0                                   | −2.9                                   | −0.1                                   | 3.0                                    | 7.2                                    | 10.4                                   | 12.2                                   | 11.9                                   | 8.4                                    | 5.0                                    | 1.4                                    | −1.7                                   | 4.3                                    |
| Temp. mín. abs. (°C)                   | -22.8                                  | -22.3                                  | -21.4                                  | -8.6                                   | -4.1                                   | -0.6                                   | 0.3                                    | 1.0                                    | -1.7                                   | -9.2                                   | -12.8                                  | -22.3                                  | -22.8                                  |
| Precipitación total (mm)               | 43.4                                   | 34.0                                   | 56.9                                   | 70.0                                   | 115.7                                  | 129.6                                  | 147.0                                  | 141.9                                  | 106.9                                  | 85.2                                   | 65.4                                   | 53.4                                   | 1049.5                                 |
| Nevadas (cm)                           | 26.6                                   | 20.5                                   | 11.1                                   | 2.8                                    | 0.0                                    | 0.0                                    | 0.0                                    | 0.0                                    | 0.0                                    | 0.3                                    | 9.2                                    | 19.3                                   | 89.8                                   |
| Días de lluvias (≥ 1 mm)               | 9.7                                    | 8.5                                    | 10.0                                   | 7.4                                    | 10.6                                   | 10.5                                   | 11.4                                   | 9.6                                    | 8.5                                    | 9.0                                    | 9.4                                    | 10.5                                   | 115.1                                  |
| Horas de sol                           | 39.2                                   | 65.5                                   | 107.2                                  | 141.9                                  | 186.7                                  | 188.2                                  | 195.9                                  | 185.4                                  | 139.0                                  | 103.7                                  | 40.0                                   | 31.0                                   | 1423.7                                 |
| Humedad relativa (%)                   | 86                                     | 82                                     | 77                                     | 72                                     | 70                                     | 71                                     | 71                                     | 74                                     | 78                                     | 82                                     | 86                                     | 87                                     | 78                                     |
| Fuente:                                |                                        |                                        |                                        |                                        |                                        |                                        |                                        |                                        |                                        |                                        |                                        |                                        |                                        |

## Población
- 1400: 7300 habitantes (uno de los mayores núcleos de población de Bohemia) con unas 400 casas, más 200 en los suburbios[2]
- 1930: 31 406 habitantes, de los cuales 3.493 (11%) eran checos
- 1945: 45 000 habitantes
- 1947: 14 533 habitantes, debido a la expulsión de alemanes y repoblación con checos
- 1990: 29 962 habitantes (1837 casas)
- 2005: 33 462 habitantes

La población actual incluye un gran grupo de vietnamitas, cuyas familias fueron invitadas al país como trabajadores temporales durante la era comunista, así como romaníes que fueron reubicados después de la Segunda Guerra Mundial.

## Monumentos
Al noroeste de la ciudad se encuentra el Castillo de Cheb, construido en el siglo XII, y ahora en su mayor parte en ruinas. Los restos que quedan son la Capilla de San Erhardo y Santa Ursula, la Torre Negra y las ruinas del palacio; todo de alrededor de 1180. La capilla tiene dos plantas; la inferior es de estilo románico, mientras que la superior es gótica. Una apertura octogonal comunica los dos pisos. El superior contiene una bóveda de crucería sostenida por cuatro pilares con estatuas describiendo pecados, incluyendo una estatua de una prostituta y de Onán. En la sala del banquete de este castillo fueron asesinados Terzky, Kinsky, Illo y Neumann, oficiales de Albrecht von Wallenstein, el 25 de febrero de 1634. El propio Wallenstein fue asesinado horas después por el Capitán Devereux en la casa del burgomaestre, en la plaza principal. La casa, un edificio gótico del siglo XV (Casa Pachelbel) fue transformada en 1872, y hoy contiene muchas antigüedades y reliquias históricas de Cheb.

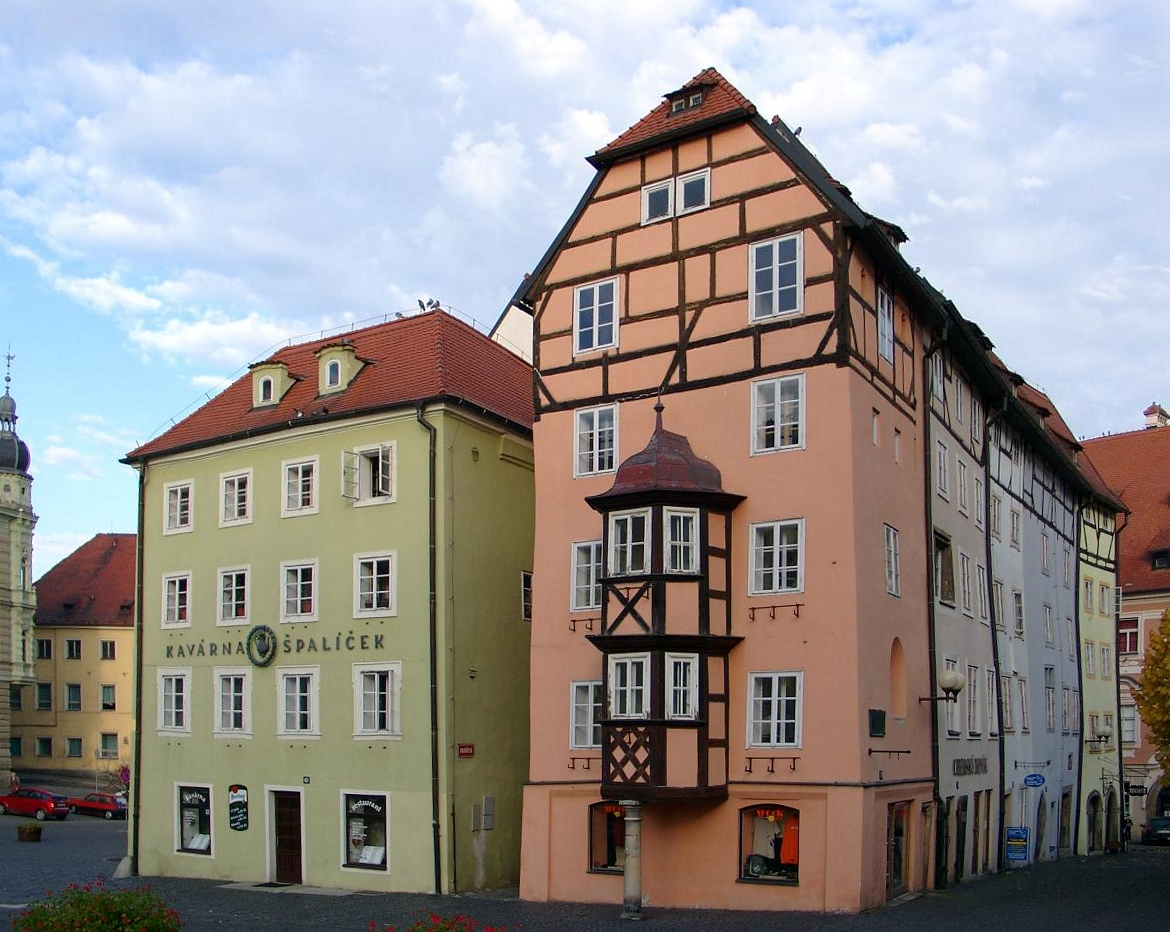
Špalíček

En la plaza del mercado se encuentra un grupo de once casas de estilo gótico tardío (siglo XIII) conocido como Špalíček.
La Casa Werdl en la plaza del mercado perteneció a la dinastía Wrendl, cuyo escudo familiar cuelga sobre la entrada.
La Casa Grüner en la plaza del mercado perteneció a la dinastía Grüner. Johann Wolfgang von Goethe frecuentó esta casa.
La Iglesia de San Nicolás se construyó en el siglo XIII como una basílica de tres naves, de la que aún permanecen en pie la portada occidental y la parte baja de la torre. Las tres naves, el presbiterio y la sacristía datan del periodo gótico. Tras un incendio en 1742 se reconstruyó la torre con una cúpula barroca, según el diseño del arquitecto local Balthasar Neumann. Los altos tejados de las torres fueron destruidos durante la Segunda Guerra Mundial.
La Iglesia de los Franciscanos es uno de los mejores tesoros arquitectónicos de la ciudad. La Iglesia de Santa Clara fue construida entre 1708 y 1711 de acuerdo con el diseño de Christoph Dientzenhofer.

## Personajes célebres nacidos en Cheb
- Johannes Widmann, matemático (c. 1460 - después de 1498).
- Albrecht von Wallenstein (1583-1634), líder militar durante la guerra de los Treinta Años, asesinado en Cheb.
- Johann Balthasar Neumann (1687-1753), arquitecto barroco.
- Rudolf Serkin (1903-1991), pianista nacido en Cheb, de ascendencia rusa.
- Pavel Nedvěd (1972), futbolista de la selección checa y de la Juventus.

## Ciudades hermanadas
- Hof ,  Alemania
- Rheden ,  Países Bajos
- Nizhny Tagil ,  Rusia